# Disa zuluensis
Disa zuluensis är en orkidéart som beskrevs av Robert Allen Rolfe. Disa zuluensis ingår i släktet Disa och familjen orkidéer. Inga underarter finns listade i Catalogue of Life.